# پونتو
پونتو (فرانسوی: Ponthaux، آرپیتان: Pontèt) یک شهر و شهرداری‌ست که در بخش سرین کانتون فریبورگ در کشور سوئیس واقع شده است. این شهر اولین بار در نقشه‌های تهیه شده در سال ۱۱۴۲ با نام پونتت ذکر شده است. این شهر در ۱ ژانویه ۱۹۸۱ بر اثر ارتقای وضعیت روستای پونتو به شهر و به فرمان دولت محلی کانتون فریبورگ به وجود آمد. جمعیت این شهر در پایان سال ۲۰۱۸ بالغ بر ۷۴۳ نفر بوده است.